# سویتواتر کریک (فلوریدا)
سویتواتر کریک (به انگلیسی: Sweetwater Creek) یک منطقهٔ مسکونی در ایالات متحده آمریکا است که در شهرستان هیلزبرو، فلوریدا واقع شده‌است. سویتواتر کریک ۲٫۱۳ متر بالاتر از سطح دریا قرار دارد.